# شهرک صنعتی (بهشهر)
شهرک صنعتی، روستایی است از توابع بخش مرکزی شهرستان بهشهر در استان مازندران ایران.

## جمعیت
این روستا در دهستان کوهستان قرار دارد و براساس سرشماری مرکز آمار ایران در سال ۱۳۸۵، جمعیت آن ۱۷ نفر (۱۰خانوار) بوده‌است.